# Campo Florido
Campo Florido là một đô thị thuộc bang Minas Gerais, Brasil. Đô thị này có diện tích 1261,726 km², dân số năm 2007 là 6570 người, mật độ 4,7 người/km².